# Курпы
Курпы (пол. Kurpie) — субэтническая группа народа мазовшан, населяющая территорию исторической Мазовии и проживающие в пределах административных границ Мазовецкого воеводства и Подляского воеводства, в Мазовецких пущах — Белой и Зелёной.

## История
Первые упоминания о курпах относятся к X веку. Первые жители занимались рыболовством и земледелием.
Курпы славились меткой стрельбой из лука. Их брали лучниками в дружины польских и мазовецких князей.
Курпский край входил в состав Польши с начала польской истории в 10 веке.
Жителей этого региона первоначально называли людьми пустыни (пущаки). Они шили лапти из липовой коры, называемые курпшами, стали именем, которое посторонние использовали для описания жителей этого региона.